# Seznam památných stromů v okrese Tábor
Toto je seznam památných stromů v okrese Tábor, v němž jsou uvedeny památné stromy na území okresu Tábor.
| Název                        | Obrázek                 | Umístění                                              | Druh                                   | Obvod [v cm] | Kód wikidata     | Galerie                                                        | Poznámka |
| ---------------------------- | ----------------------- | ----------------------------------------------------- | -------------------------------------- | --- | ---------------- | -------------------------------------------------------------- | --- |
| Duby v Bechyni               | Duby v Bechyni          | Bechyně 49°18′48″ s. š., 14°30′ v. d.                 | dub letní (2)                          | 383 396 | 102616 Q26779098 | Kategorie „Duby v Bechyni“ na Wikimedia Commons                | 2 duby na okraji lesního porostu. |
| Stromořadí u Remízku         |                         | Běleč 49°32′31″ s. š., 14°49′14″ v. d.                | dub letní (5) javor klen (7)           | & Chyba ve výrazu: Neočekávaný operátor / Chyba ve výrazu: Neočekávaný operátor / Chyba ve výrazu: Neočekávaný operátor / Chyba ve výrazu: Neočekávaný operátor / Chyba ve výrazu: Neočekávaný operátor / Chyba ve výrazu: Neočekávaný operátor / Chyba ve výrazu: Neočekávaný operátor / Chyba ve výrazu: Neočekávaný operátor / Chyba ve výrazu: Neočekávaný operátor / Chyba ve výrazu: Neočekávaný operátor / Chyba ve výrazu: Neočekávaný operátor / Chyba ve výrazu: Neočekávaný operátor / Chyba ve výrazu: Neočekávaný operátor / Chyba ve výrazu: Neočekávaný operátor / Chyba ve výrazu: Neočekávaný operátor / -1.0000-0 | 102646 Q26791081 |                                                                | 5 dubů a 7 klenů roste na levé straně silnice Mladá Vožice-Selmberk u chatové osady. |
| Budislavský dub              |                         | Budislav 49°18′3″ s. š., 14°50′21″ v. d.              | dub letní                              | 443 | 102628 Q26787723 |                                                                | 26m dub u silnice Hlavňov Budislav. |
| Čenkovská lípa               |                         | Čenkov u Bechyně 49°14′30″ s. š., 14°29′47″ v. d.     | lípa malolistá                         | 535 | 102607 Q26787708 |                                                                | 15 metrů vysoká lípa v obci u hlavní komunikace, zahrada zemědělské usedlosti. |
| Černýšovická lípa            |                         | Černýšovice 49°18′47″ s. š., 14°30′15″ v. d.          | lípa malolistá                         | 325 | 105684 Q26790230 |                                                                | V Hutích za obecní zástavbou u křížku cca 10 m od vedení VN. |
| Dírenská lípa †              |                         | Dírná 49°14′34″ s. š., 14°50′46″ v. d.                | lípa malolistá                         | 615 | 102651 Q26787739 |                                                                | 33 metrová lípa v zámecké zahradě. Ochrana zrušena 19.02.2024. |
| Stromy u Polednů             |                         | Drahnětice 49°27′56″ s. š., 14°30′31″ v. d.           | lípa malolistá (3)                     | 340 278 351 | 102614 Q26779112 |                                                                | 3 stromy, zbytek původního stromořadí louka za zahradou čp. 17, na sev. část návsi. |
| Lípa u Baldinky              |                         | Drahov 49°10′6″ s. š., 14°47′24″ v. d.                | lípa malolistá                         | 470 | 106567           |                                                                | Na louce před stavením bývalé hájovny Baldinka. |
| Hlasivská lípa               | Hlasivská lípa          | Hlasivo 49°29′47″ s. š., 14°45′18″ v. d.              | lípa malolistá                         | 350 | 102632 Q26787726 |                                                                | U hřbitovní kaple, 24 metrů výška. |
| Lípa u Hlinické hájovny      | Lípa u Hlinické hájovny | Hlinice 49°26′6″ s. š., 14°43′38″ v. d.               | lípa malolistá                         | 345 | 105503 Q26790076 | Kategorie „Lípa u Hlinické hájovny“ na Wikimedia Commons       | V zahradě u čp. 28. |
| Hodušínská lípa              | Hodušínská lípa         | Hodušín 49°26′19″ s. š., 14°27′40″ v. d.              | lípa malolistá                         | 467 | 102611 Q26787711 | Kategorie „Hodušínská lípa“ na Wikimedia Commons               | Okraj pole u silnice I/19 za osadou Hodušín, u hranice okresu u kříže z roku 1857. |
| Hrobský dub                  |                         | Hroby 49°23′19″ s. š., 14°50′54″ v. d.                | dub letní                              | 510 | 104715 Q26789348 | Kategorie „Hrobský dub“ na Wikimedia Commons                   | Na okraji bývalé štěpnice u zámku v Hrobech, naproti kapličce Sv. Anny a zámeckému parku. |
| Buk u Hubova                 |                         | Hubov 49°30′13″ s. š., 14°29′21″ v. d.                | buk lesní                              | 485 | 104713 Q26789346 |                                                                | 20 metrů vysoký buk roste v přírodním parku Jistebnická vrchovina, jižně od úvozové polní cesty. |
| Stromořadí u hřiště          |                         | Chotoviny 49°28′52″ s. š., 14°40′51″ v. d.            | dub letní (14)                         | & Chyba ve výrazu: Neočekávaný operátor / Chyba ve výrazu: Neočekávaný operátor / Chyba ve výrazu: Neočekávaný operátor / Chyba ve výrazu: Neočekávaný operátor / Chyba ve výrazu: Neočekávaný operátor / Chyba ve výrazu: Neočekávaný operátor / Chyba ve výrazu: Neočekávaný operátor / Chyba ve výrazu: Neočekávaný operátor / Chyba ve výrazu: Neočekávaný operátor / Chyba ve výrazu: Neočekávaný operátor / Chyba ve výrazu: Neočekávaný operátor / Chyba ve výrazu: Neočekávaný operátor / Chyba ve výrazu: Neočekávaný operátor / Chyba ve výrazu: Neočekávaný operátor / Chyba ve výrazu: Neočekávaný operátor / -1.0000-0 | 102610 Q26791023 |                                                                | Severní a východní strana školního hřiště. |
| Koutecká lípa                |                         | Janov 49°31′16″ s. š., 14°50′25″ v. d.                | lípa malolistá                         | 402 | 102640 Q26787731 |                                                                | V obci u čp. 4 na mezi u pole, 25 metrů výška. |
| Janovská lípa                |                         | Janov 49°18′2″ s. š., 14°43′47″ v. d.                 | lípa velkolistá                        | 374 | 102619 Q26787717 |                                                                | 31 metrů vysoká lípa na návsi v části Janov u čp. 15. |
| Hruškojeřáb v Jistebnici     |                         | Jistebnice                                            | hruškojeřáb                            | 220 | 106061 Q26790674 |                                                                | V obci nad Jechovým mlýnem |
| Lípa u kapličky v Jistebnici |                         | Jistebnice 49°29′20″ s. š., 14°31′39″ v. d.           | lípa malolistá                         | 546 | 102648 Q26787737 |                                                                | 18 metrů vysoká lípa vlevo od silnice na Starcovu Lhotu, u kapličky. |
| Lípa v Jistebnici            |                         | Jistebnice 49°29′13″ s. š., 14°31′41″ v. d.           | lípa velkolistá                        | 415 | 102649 Q26787738 |                                                                | 20 metrů vysoká lípa roste v zahradě u domu čp. 81. |
| Dub v Kladrubech             |                         | Kladruby 49°25′ s. š., 14°50′50″ v. d.                | dub letní                              | 490 | 102618 Q26787716 | Kategorie „Dub letní v Kladrubech“ na Wikimedia Commons        | 15 metrů výška. |
| Klokotská alej               | Klokotská alej          | Klokoty 49°24′50″ s. š., 14°38′54″ v. d.              | lípa malolistá (123)                   | & Chyba ve výrazu: Neočekávaný operátor / Chyba ve výrazu: Neočekávaný operátor / Chyba ve výrazu: Neočekávaný operátor / Chyba ve výrazu: Neočekávaný operátor / Chyba ve výrazu: Neočekávaný operátor / Chyba ve výrazu: Neočekávaný operátor / Chyba ve výrazu: Neočekávaný operátor / Chyba ve výrazu: Neočekávaný operátor / Chyba ve výrazu: Neočekávaný operátor / Chyba ve výrazu: Neočekávaný operátor / Chyba ve výrazu: Neočekávaný operátor / Chyba ve výrazu: Neočekávaný operátor / Chyba ve výrazu: Neočekávaný operátor / Chyba ve výrazu: Neočekávaný operátor / Chyba ve výrazu: Neočekávaný operátor / -1.0000-0 | 102635 Q26790837 | Kategorie „Klokotská alej“ na Wikimedia Commons                | OS (2000) PPK, fa Věra Hrubá, ošetření 96 stromů podél cesty z Tábora ke klášteru Klokoty, doplněk křížové cesty. Celkem 123 stromů.                                                                      |
| Borecké duby                 | Borecké duby            | Košice 49°20′48″ s. š., 14°45′34″ v. d.               | dub letní (6)                          | | 102639 Q26779105 | Kategorie „Borecké duby“ na Wikimedia Commons                  | Na hrázi rybníka, v r. 2005 zrušena ochrana 1 z původně 7 dubů. |
| Křivošínský dub u Vavříků †  |                         | Křivošín                                              | dub letní                              | 340 | 105342           |                                                                | 18 metrů vysoký dub nad stodolou v Křivošíně. Ochrana zrušena roku 2001. |
| Klen v Lejčkově              |                         | Lejčkov 49°26′4″ s. š., 14°52′57″ v. d.               | javor klen                             | 304 | 102613 Q26787713 | Kategorie „Klen v Lejčkově“ na Wikimedia Commons               | Na hranici obou pozemků, u silnice Lejčkov-Oblajovice. |
| Lípy u Lejčkovské klapličky  |                         | Lejčkov 49°25′54″ s. š., 14°52′57″ v. d.              | lípa malolistá (2) lípa velkolistá (2) | & Chyba ve výrazu: Neočekávaný operátor / Chyba ve výrazu: Neočekávaný operátor / Chyba ve výrazu: Neočekávaný operátor / Chyba ve výrazu: Neočekávaný operátor / Chyba ve výrazu: Neočekávaný operátor / Chyba ve výrazu: Neočekávaný operátor / Chyba ve výrazu: Neočekávaný operátor / Chyba ve výrazu: Neočekávaný operátor / Chyba ve výrazu: Neočekávaný operátor / Chyba ve výrazu: Neočekávaný operátor / Chyba ve výrazu: Neočekávaný operátor / Chyba ve výrazu: Neočekávaný operátor / Chyba ve výrazu: Neočekávaný operátor / Chyba ve výrazu: Neočekávaný operátor / Chyba ve výrazu: Neočekávaný operátor / -1.0000-0 | 102650 Q26779115 | Kategorie „Lípy u Lejčkovské klapličky“ na Wikimedia Commons   | 2 lípy malolisté a 2 velkolisté u kapličky v obci, při silnici Tábor-Pelhřimov. |
| Mažický jilm †               |                         | Mažice 49°12′50″ s. š., 14°36′50″ v. d.               | jilm                                   | 332 | 102634 Q26787727 |                                                                | 20 metrů vysoký jilm roste před čp. 59, na návsi. Ochrana zrušena v roce 2017. |
| Topol kanadský †             |                         | Mažice 49°12′40″ s. š., 14°36′16″ v. d.               | topol černý                            | | 102617 Q26787715 |                                                                | U silnice Mažice-Zálší. Ochrana památného stromu byla zrušena 22.03.2019. |
| Lípa v Měšicích †            |                         | Měšice 49°24′21″ s. š., 14°42′5″ v. d.                | lípa velkolistá                        | 630 | 102605 Q26787706 | Kategorie „Lípa v Měšicích“ na Wikimedia Commons               | Před Měšickým zámkem. Během bouře z 23. na 24. června 2021 došlo k rozlomení stromu, stabilita vyhodnocena jako kritická. Po odstranění nestabilního zbytku kmene byla ochrana zrušena dne 10. září 2021. |
| Lípa ve Mlýnech              |                         | Mlýny 49°20′14″ s. š., 14°52′30″ v. d.                | lípa velkolistá                        | 512 | 102612 Q26787712 | Kategorie „Lípa ve Mlýnech“ na Wikimedia Commons               | Na návsi u kostela. |
| Strážní lípa v Mozolově      |                         | Mozolov 49°30′30″ s. š., 14°27′31″ v. d.              | lípa velkolistá                        | 438 | 104714 Q26789347 |                                                                | 32 metrů vysoká lípa roste v přírodním parku Jistebnická vrchovina, západně od okraje Mozolova na stráni orientované k severu.                                                                            |
| Myslkovický dub              |                         | Myslkovice 49°17′54″ s. š., 14°44′50″ v. d.           | dub letní                              | 420 | 102608 Q26787709 |                                                                | 29 metrů vysoký dub u zdi zámeckého parku u zámku. |
| Busínská lípa                |                         | Nadějkov 49°31′57″ s. š., 14°30′3″ v. d.              | lípa malolistá                         | 577 | 105921 Q26790538 |                                                                | Cca 40 m východně od štítu stodoly |
| Lípa v Nemyšli               |                         | Nemyšl 49°30′50″ s. š., 14°41′34″ v. d.               | lípa velkolistá                        | 580 | 102645 Q26787736 |                                                                | 20 metrů vysoká lípa na dvoře dětského domova. |
| Obrátický dub                | Obrátický dub           | Obrátice 49°31′43″ s. š., 14°53′14″ v. d.             | dub letní                              | 228 | 102630 Q26787725 | Kategorie „Obrátický dub“ na Wikimedia Commons                 | 16 metrů vysoký dub roste v areálu bývalého velkostatku v Obráticích. |
| Hrušeň v Olší                |                         | Olší 49°26′14″ s. š., 14°30′44″ v. d.                 | hrušeň planá                           | 230 | 104716 Q26789349 | Kategorie „Hrušeň v Olší“ na Wikimedia Commons                 | Na rozhraní soukromého pozemku a obecní komunikace v obci. |
| Opařanský dub                |                         | Opařany 49°23′55″ s. š., 14°28′50″ v. d.              | dub letní                              | 450 | 102643 Q26787734 | Kategorie „Opařanský dub“ na Wikimedia Commons                 | 20 metrů vysoký dub roste před domem čp. 111, v postranní uličce, u školy. |
| Nehonínská lípa              |                         | Orlov 49°30′26″ s. š., 14°32′55″ v. d.                | lípa velkolistá                        | 736 | 102642 Q26787733 |                                                                | U kravína. |
| Orlovský dub                 |                         | Orlov 49°30′32″ s. š., 14°32′55″ v. d.                | dub letní                              | 400 | 102641 Q26787732 |                                                                | V hájku, za obcí Nehonín pod kamennou mezí, v aleji, 15 m výška. |
| Duby v Chomoutově Lhotě      |                         | Pikov 49°29′41″ s. š., 14°35′59″ v. d.                | dub letní (2)                          | 381 521 | 102652 Q26779117 |                                                                | Dva duby v obci. |
| Šmejkalovy kleny †           |                         | Pikov 49°30′11″ s. š., 14°35′50″ v. d.                | javor klen (2)                         | 541 | 102653 Q26779119 |                                                                | Dva kleny za humny zemědělské usedlosti v Pejšově Lhotě. Ochrana zrušena z důvodu značného napadení dřevomorem kořenovým.                                                                                 |
| Dub na Barhoňáku             |                         | Planá nad Lužnicí 49°20′54″ s. š., 14°42′8″ v. d.     | dub letní                              | 544 | 102624 Q26787721 |                                                                | 25 metrů vysoký dub roste na soukromé zahradě nad svahem v porostu. |
| Korandův smrk †              | Torzo smrku v roce 2014 | Příběnice 49°23′38″ s. š., 14°33′37″ v. d.            | smrk ztepilý                           | | Q12030209        | Kategorie „Korandův smrk“ na Wikimedia Commons                 | U hradu Příběnice, zanikl. |
| Radenínská jírovcová alej    |                         | Radenín 49°21′55″ s. š., 14°50′24″ v. d.              | jírovec maďal                          | |                  | Kategorie „Chestnut avenue at Radenín“ na Wikimedia Commons    | Alej chráněna jako stromy 1. kategorie podle vyhlášky č. 142/1980 Sb, která pozbyla platnosti vydáním zákona č. 114/1992 Sb. (§ 92).                                                                      |
| Dub letní v Ratajích         |                         | Rataje u Bechyně 49°21′17″ s. š., 14°26′52″ v. d.     | dub letní                              | 440 | 106508           | Kategorie „Dub letní v Ratajích“ na Wikimedia Commons          | Výrazná solitéra rostoucí v těsné blízkosti udržovaného křížku s nápisem „Kriste smiluj se“. Tvoří esteticky a biologicky cenný prvek okolní krajiny severně od obce Rataje.                              |
| Ořešák královský †           |                         | Řepeč                                                 | ořešák královský                       | | 105205           |                                                                | V zahradě u čp. 5; vyhlašovací dokumentace nedoručena. Ochrana zrušena r. 2008. |
| Senožatský jilm              |                         | Senožaty 49°19′11″ s. š., 14°28′44″ v. d.             | jilm horský                            | 440 | 102609 Q26787710 |                                                                | 30 metrů vysoký jilm v obci na zahradě čp. 4. |
| Jasan v Sezimově Ústí        |                         | Sezimovo Ústí 49°22′42″ s. š., 14°42′4″ v. d.         | jasan ztepilý                          | 285 | 102615 Q26787714 | Kategorie „Jasan v Sezimově Ústí“ na Wikimedia Commons         | 27 metrů vysoký jasan roste na náměstí T. Bati před poštou proti škole. |
| Lípa u Nechyby               |                         | Sezimovo Ústí 49°22′49″ s. š., 14°42′57″ v. d.        | lípa malolistá                         | 500 | 102625 Q26787722 | Kategorie „Lípa u Nechyby“ na Wikimedia Commons                | 25 metrů vysoká lípa roste na pastvině na okraji lesa u hájenky Nechyba. |
| Buk u Pohořelické hájovny †  |                         | Starcova Lhota 49°31′36″ s. š., 14°29′50″ v. d.       | buk lesní                              | 413 | 102606 Q26787707 |                                                                | Okraj lesa. Ochrana zrušena 26. ledna 2021 |
| Strkovské lípy a dub         | Lípy v zámeckém parku   | Strkov 49°20′45″ s. š., 14°43′13″ v. d.               | dub letní (1) lípa malolistá (3)       | & Chyba ve výrazu: Neočekávaný operátor / Chyba ve výrazu: Neočekávaný operátor / Chyba ve výrazu: Neočekávaný operátor / Chyba ve výrazu: Neočekávaný operátor / Chyba ve výrazu: Neočekávaný operátor / Chyba ve výrazu: Neočekávaný operátor / Chyba ve výrazu: Neočekávaný operátor / Chyba ve výrazu: Neočekávaný operátor / Chyba ve výrazu: Neočekávaný operátor / Chyba ve výrazu: Neočekávaný operátor / Chyba ve výrazu: Neočekávaný operátor / Chyba ve výrazu: Neočekávaný operátor / Chyba ve výrazu: Neočekávaný operátor / Chyba ve výrazu: Neočekávaný operátor / Chyba ve výrazu: Neočekávaný operátor / -1.0000-0 | 102622 Q26779102 | Kategorie „Strkovské lípy a dub“ na Wikimedia Commons          | 3 lípy a dub v zámeckém parku cca 40 m od zámku. |
| Strkovský dub                | Dub na hrázi rybníka    | Strkov 49°20′49″ s. š., 14°43′16″ v. d.               | dub letní                              | 471 | 102623 Q26787720 | Kategorie „Strkovský dub“ na Wikimedia Commons                 | 27 metrů vysoký dub na hrázi rybníka. |
| Sudoměřická lípa             | Lípa na návsi           | Sudoměřice u Bechyně 49°17′21″ s. š., 14°32′15″ v. d. | lípa malolistá                         | 337 | 102621 Q26787719 | Kategorie „Lípa v Sudoměřicích u Bechyně“ na Wikimedia Commons | V obci na návsi, výška 20 metrů. |
| František a Alžběta          |                         | Tábor 49°24′52″ s. š., 14°39′30″ v. d.                | jírovec maďal                          | |                  |                                                                | Žižkovo náměstí. |
| Hradební lípa                |                         | Tábor 49°24′48″ s. š., 14°39′17″ v. d.                | lípa velkolistá                        | 370 | 102637 Q26787729 | Kategorie „Hradební lípa“ na Wikimedia Commons                 | 28 metrů vysoká lípa roste na pozemku mateř. školy nad hradební zdí. |
| Lípa Na Zelené               |                         | Tábor 49°24′24″ s. š., 14°40′24″ v. d.                | lípa velkolistá                        | 250 | 102638 Q26787730 | Kategorie „Lípa Na Zelené“ na Wikimedia Commons                | 20 metrů vysoká lípa na zahradě hostince "Na Zelené", blízko prádelny OPS, u čp. 464? |
| Dub U Pily                   |                         | Turovec 49°21′14″ s. š., 14°46′21″ v. d.              | dub letní                              | 550 | 102644 Q26787735 |                                                                | 30 metrů vysoký hraniční dub "U pily", za hájovnou, při levé straně cesty na kraji lesa. |
| Kepkův dub                   |                         | Turovec 49°22′31″ s. š., 14°45′47″ v. d.              | dub letní                              | 604 | 102636 Q26787728 |                                                                | 23 metrů vysoký strom, za vsí, na pravé straně silnice do Plané n. Luž. |
| Ústějovská lípa              | Ústějovská lípa         | Ústějov 49°31′4″ s. š., 14°49′35″ v. d.               | lípa malolistá (3)                     | 250 172 112 | 102627 Q26779101 |                                                                | 3 lípy poblíž křižovatky na Mladou Vožici u kapličky. |
| Velkoježovská lípa †         |                         | Velký Ježov                                           | lípa malolistá                         | 437 | 102631           |                                                                | 6 metrů vysoká lípa rostla v zahradě u rodinného domu čp. 31. Ochrana zrušena r. 2006. |
| Holubova lípa                |                         | Vlásenice 49°27′58″ s. š., 14°34′4″ v. d.             | lípa velkolistá                        | 844 | 102647 Q12020023 | Kategorie „Holubova lípa“ na Wikimedia Commons                 | 26 metrů vysoká lípa v obci u čp. 29, vlevo od silnice Vlásenice Tábor, před koncem vesnice. |
| Vlastibořský jilm            |                         | Vlastiboř 49°15′33″ s. š., 14°38′18″ v. d.            | jilm horský                            | 305 | 102620 Q26787718 |                                                                | 28 metrů vysoký jilm za domem čp. 34. |
| Duby na Vodickém dvoře       |                         | Vodice 49°28′1″ s. š., 14°54′23″ v. d.                | dub letní (4)                          | & Chyba ve výrazu: Neočekávaný operátor / Chyba ve výrazu: Neočekávaný operátor / Chyba ve výrazu: Neočekávaný operátor / Chyba ve výrazu: Neočekávaný operátor / Chyba ve výrazu: Neočekávaný operátor / Chyba ve výrazu: Neočekávaný operátor / Chyba ve výrazu: Neočekávaný operátor / Chyba ve výrazu: Neočekávaný operátor / Chyba ve výrazu: Neočekávaný operátor / Chyba ve výrazu: Neočekávaný operátor / Chyba ve výrazu: Neočekávaný operátor / Chyba ve výrazu: Neočekávaný operátor / Chyba ve výrazu: Neočekávaný operátor / Chyba ve výrazu: Neočekávaný operátor / Chyba ve výrazu: Neočekávaný operátor / -1.0000-0 | 102633 Q26779110 | Kategorie „4 duby (Vodice) 102633“ na Wikimedia Commons        | 4 duby v prostorách bývalého JZD – původně dvora zámku. |
| Duby za Vodickým zámkem      |                         | Vodice 49°27′58″ s. š., 14°54′28″ v. d.               | dub letní (4)                          | & Chyba ve výrazu: Neočekávaný operátor / Chyba ve výrazu: Neočekávaný operátor / Chyba ve výrazu: Neočekávaný operátor / Chyba ve výrazu: Neočekávaný operátor / Chyba ve výrazu: Neočekávaný operátor / Chyba ve výrazu: Neočekávaný operátor / Chyba ve výrazu: Neočekávaný operátor / Chyba ve výrazu: Neočekávaný operátor / Chyba ve výrazu: Neočekávaný operátor / Chyba ve výrazu: Neočekávaný operátor / Chyba ve výrazu: Neočekávaný operátor / Chyba ve výrazu: Neočekávaný operátor / Chyba ve výrazu: Neočekávaný operátor / Chyba ve výrazu: Neočekávaný operátor / Chyba ve výrazu: Neočekávaný operátor / -1.0000-0 | 102626 Q26779107 | Kategorie „4 duby (Vodice) 102626“ na Wikimedia Commons        | 4 duby u vodní nádrže za zámkem. |
| Buk červený                  |                         | Vodice 49°27′54″ s. š., 14°54′31″ v. d.               | buk lesní červenolistý                 | 220 | 102604 Q26787705 | Kategorie „Buk červený (Vodice)“ na Wikimedia Commons          | 17 metrů vysoký buk roste na dvoře zámku vedle JZD. |
| Třešeň u Zadní Lomné †       |                         | Zadní Lomná 49°28′40″ s. š., 14°55′16″ v. d.          | třešeň ptačí                           | 290 | 105542 Q26790118 |                                                                | Jihovýchodně od obce u komunikace směrem na Pojbuky. Ochrana zrušena v roce 2021. |